# Kjell Nordenskiöld
Kjell Nordenskiöld, född 23 juli 1917 i Malmö, död 27 januari 2008 var en svensk skådespelare och dokumentärfilmare.

## Filmografi
- 1952 – Kvinnors väntan
- 1953 – Sommaren med Monika
- 1954 – Taxi 13
- 1954 – En lektion i kärlek
- 1954 – En karl i köket
- 1954 – Dans på rosor
- 1955 – Den underbara lögnen
- 1976 – Uppbrott (regi, manus, produktion)